# Seleção Sérvia de Futebol Feminino
A Seleção Sérvia de Futebol Feminino representa a Sérvia no futebol feminino internacional. Sua predecessora é Sérvia e Montenegro.